# Tapinoma danitschi
Tapinoma danitschi é uma espécie de formiga do gênero Tapinoma.